# Sarcofahrtiopsis capitata
Sarcofahrtiopsis capitata är en tvåvingeart som först beskrevs av Charles Howard Curran 1928.  Sarcofahrtiopsis capitata ingår i släktet Sarcofahrtiopsis och familjen köttflugor.
Artens utbredningsområde är Puerto Rico. Inga underarter finns listade i Catalogue of Life.